# Yūsuke Izaki
Pour les articles homonymes, voir Izaki.
Yūsuke Izaki (伊﨑 右典, Izaki Yūsuke), né le 17 mai 1984, à Hannan, est un acteur et chanteur japonais. Il a tenu le rôle de Manabu Mikami dans Crows Zero et a été le leadeur du groupe FLAME. 

## Biographie
Né à Osaka, au Japon, Yūsuke Izaki a deux frère : un grand frère, Daigo, et un frère jumeau, Hisato Izaki.

## Carrière
Son groupe, Flame a débuté en 2001 avec le single, Mune no Kodou. À cette époque, il était avec Kaneko Kyohei, Kitamura Yu et  Hisato Izaki. Près d'une année s'est écoulée et plus tard il a été annoncé que Kyohei Kaneko allait quitter le groupe pour poursuivre une carrière solo. Il a été remplacé par Noguchi Seigo. 
FLAME sort son huitième single, Shake You Down, au début de 2005. Après une longue pause, ils reviennent en 2013 et change leur pseudonyme « FLAME » en « EMALF ». Ils sortent ensuite Try Again.

## Filmographie

### Au cinéma
- 2004: Devilman : Ryô Asuka / Satan
- 2007: Crows Zero : Manabu Mikami
- 2009: Crows Zero II : Manabu Mikami

### À la télévision
- 2007 : Nozokiya : Ken
- 2010 : Shinsengumi PEACE MAKER : Yamazaki Susumu
- 2011 : Hanchô: Jinnansho Azumihan (épisode 4)